# Kačer
Kačer (cyr. Качер) – wieś w Serbii, w okręgu zlatiborskim, w mieście Užice. W 2011 roku liczyła 531 mieszkańców.